# Albrekt 4.
 For alternative betydninger, se Albert (drengenavn).
 Der er for få eller ingen kildehenvisninger i denne artikel, hvilket er et problem. Du kan hjælpe ved at angive troværdige kilder til de påstande, som fremføres i artiklen.

Albrekt 4. (død 1388) var søn af Valdemar Atterdags datter Ingeborg. Hans far var Henrik 3. af Mecklenburg, hvis far herskede over det stærke tyske hertugdømme, og hvis bror Albrecht af Mecklenburg i 1363 var blevet konge af Sverige.
Ved Valdemar Atterdags død i 1375 var Albrekt en sandsynlig kandidat til den danske trone[kilde mangler], men Oluf, søn af Valdemars datter Margrete og den norske kong Haakon, blev foretrukket.